# أم التراب
أم التراب قرية سعودية تقع في الجزء الجنوبي لمنطقة جازان، تابعة لمحافظة صامطة. وتتميز بمساحة جغرافية واسعة تتخللها الأودية، والسفوح، والأراضي الزراعية الخصبة، وتمتاز بكثرة سيولها لقربها من المناطق الجبلية ومساقط الأمطار، كما تمتاز بأراضيها الزراعية الخصبة، ومناظرها الطبيعية الخلابة وموقعها السياحي الجميل. 

## نشاط السكان
يعمل السكان في الأنشطة التالية:

### الزراعة
ويعمل فيها معظم سكان القرية التي تتميز بجريان واديها وكثرة سيوله وخصوبة أرضها حيث يوجد بها وادي ليه التي تجري به السيول معظم أيام السنة لهطول الأمطار على مصباتها الممتدة إلى داخل الحدود اليمنية الجبلية ويعتمد المزارعون بشكل كبير على مياه السيول والأمطار في زراعتهم بطرق للري موروثة عن الآباء والأجداد وهي السدود الترابية أو ما يسمى (العقوم) المنتشرة في الأودية والمتعارف عليها من قديم الزمن.
أهم المحاصيل الزراعية في قرية ام التراب: معظم المزارع في قرية أم التراب لا تزال بدائية تعتمد على مياه الأمطار والسيول وطرق الري التقليدية وأهم المحاصيل الزراعية في قرية ام التراب ما يلي:
- الحبوب وأهمها: الذرة بأنواعها ( الزيدية والأحمر والشهلاء ) والسمسم.
- الأعلاف وأهمها قصب الذرة.
- الخضروات والفواكه: وحاليا بدأت المنطقة بتطوير زراعتها، وكذلك زراعة المانجو.

### الرعي وتربية المواشي
يقوم كثير من سكان قرية ام التراب بالرعي وتربية المواشي نظرا لوجود المراعي والمزارع التي تقتات عليها المواشي وأهم المواشي : الضأن، الماعز، الأبقار، الإبل.

### الوظائف الحكومية
يعمل عدد من سكان قرية ام التراب في الوظائف الحكومية المختلفة في عدد من مدن ومناطق المملكة.

## المواقع السياحية
أبرز المواقع السياحية:

### مطل الحصن
وهو مطل جميل يقع شرق قرية المحطة على ضفة وادي لية من جهة الشمال، ويمتاز بهوائه العليل وانسياب مياه الوادي وجريان السيول من تحته، وخاصة في ليالي الأمطار حيث يزدحم المكان بالمتنزهين.

### جبل جحفان
ويعتبر أعلى جبل في مركز القفل ويطل على جميع قرى المركز تقريبا ويوجد في قمته شجر البشام وتكسوه الخضرة أيام الأمطار ، وتحيط به الوديان من الشمال والجنوب والشرق وتوجد به آثار لحصون قديمة مندثرة، وهذا الجبل بحاجة إلى دراسة فاحصة من علماء الآثار لكشف كنوزه وفك رموزه.

## المرافق الحكومية

### التعليم
في قرى بني العواجي (أم التراب، المحطة وأم الحجل)، حيث توجد حاليا: 
- مدرسة أم التراب الابتدائية والمتوسطة للبنين.
- مدرسة ام التراب الابتدائية والمتوسطة للبنات.

### الطرق
من أهم الطرق:
- طريق أم التراب - أبو الرديف - الطوال.
- طريق أم التراب - صلاصل.
- طريق أم التراب - الراحة - جلاح.

ومن أهم الجسور:
- جسر أم التراب.

## المواقع الأثرية
- هناك آثار في قمة جبل جحفان من الجهة الجنوبية الشرقية فيه وهي عبارة عن آثار حصون قديمة مندثرة.
- ومن الآثار أيضا حصن المهدف الواقع شرق قرية المحطة وتقع غربه مقبرة تسمى مقبرة الذخيرة.